# Иматия (ном)
Имати́я (греч. Ημαθία) — ном, упразднённая с 1 января 2011 года согласно Программе «Калликратис» административно-территориальная единица второго уровня в Греции, в периферии Центральная Македония. На севере граничил с номом Пела, на востоке — с номом Салоники, на западе — с номом Козани, на юге — с номом Пиерия. Административный центр и крупнейший город — Верия. Другие крупные города: Науса, Александрия. Прочие муниципалитеты: Плати и другие.

## История
На территории нома, в северо-западной части расположена древняя столица Македонии — город Эги. У современного селения Вергина греческий археолог Манолис Андроникос раскопал могилу, как он полагал, царя Македонии Филиппа II, отца Александра Македонского. Вергина, вместе со святилищем Дион у подножия Олимпа, следующей столицей Македонии городом Пелла, и Салониками, современным административным центром греческой Македонии, образуют историческое и туристическое Кольцо Македонии.